# Cantuaria depressa
Cantuaria depressa är en spindelart som beskrevs av Forster 1968. Cantuaria depressa ingår i släktet Cantuaria och familjen Idiopidae. Inga underarter finns listade.